# Zakopane

Zakopane är en stad i södra Polen, på nordsidan av Karpaterna, i Tatrabergen. 2004 hade Zakopane 28 000 invånare.

## Sport och fritid
Zakopane är en klassisk vintersportort med årliga världscuptävlingar i backhoppning. Världsmästerskapen i nordisk skidsport avgjordes i Zakopane 1929, 1939 och 1962, och världsmästerskapen i alpin skidsport hölls i Zakopane 1939. Hoppbackarna, stor och liten backe, är så kallade naturbackar, det vill säga utan hopptorn. Nära staden finns möjligheter för alpin skidåkning från fjälltoppen Kasprowy Wierch. Dit går en kabinbana. Fotvandrare reser till Zakopane året runt. Dalgångarna (polska Dolina) in i nationalparken Tatra är populära vandringsleder. Längdskidåkning förekommer endast sparsamt om vintern. 
Zakopane ansökte om att få anordna de Olympiska vinterspelen 2006, som istället gick till Turin i Italien.

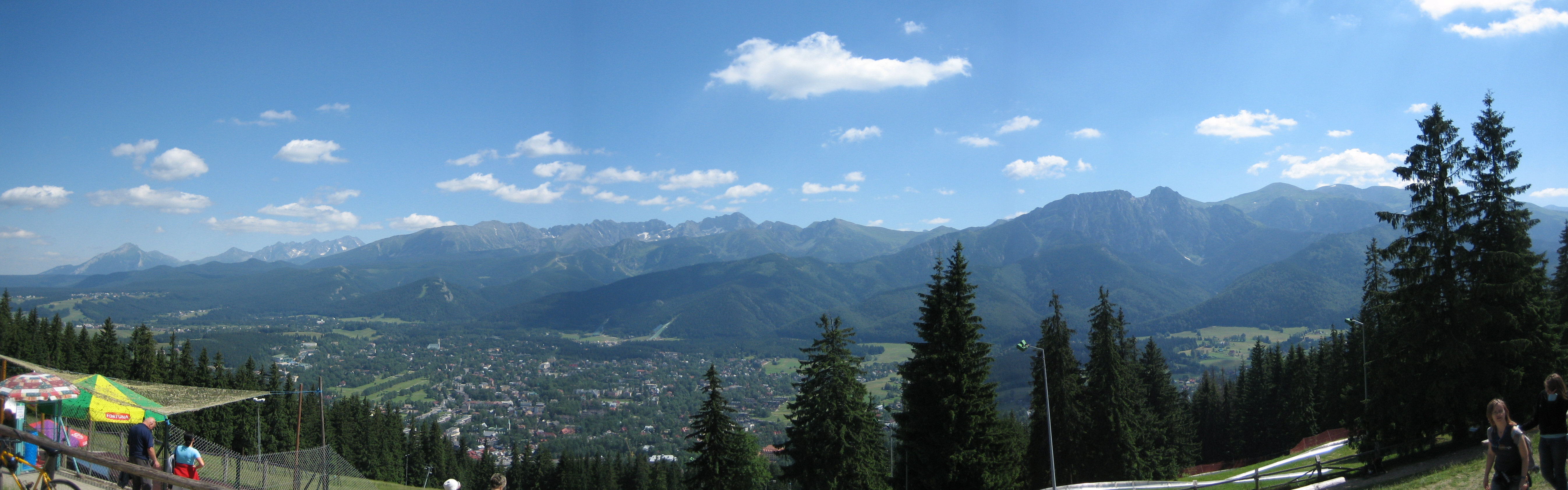
Zakopane och Tatrabergen i bakgrunden.

## Kommunikationer
Zakopanes järnvägsstation är slutstation för tåg norrifrån, från Kraków.

## Vänorter
- Saint-Dié-des-Vosges (Frankrike)